# Famous Last Words (banda)
Famous Last Words es una banda estadounidense de post-hardcore formada en Petoskey, Míchigan en el año 2010. La banda firmó con discográfica InVogue Records el 2012 con la cual lanzó 2 álbumes y un EP. El 13 de julio de 2015 la banda decide separarse de esta compañía y buscar otras oportunidades en el futuro.

## Historia
Después de sacar dos EP ("In your Face" y "Pick Your Poison"), lanzaron un álbum en la primavera del 2013, Two Faced Charade. Lanzaron también un videoclip para su canción "The Show must Go On" el 24 de junio de 2013. En abril de 2014, anunciaron una pequeña película basada en el álbum que sería lanzado el 31 de diciembre de 2014.
Produjeron un sencillo el 27 de enero de 2014, llamado "Council of The Dead". El 1 de agosto la banda sacó un vídeo musical para dos nuevas canciones, "One In The Chamber y "The End Of the Beginning" del que sería su próximo álbum, Council Of The Dead.

## Discografía

### Álbumes
- Two-Faced Charade, 2013 (InVogue Records)
- Council Of The Dead, 2014 (InVogue)
- The Incubus, 2016 (Revival Recordings)
- Stolen Youth, 2022 (InVogue Records)

### EPs
- You Could Have Made This Easier, 2010 (como "A Walking Memory")
- In Your Face, 2010
- Pick Your Poison, 2012 (InVogue)
- Arizona, 2019 (SBG Records)